# Liptovská Teplá
Liptovská Teplá este o comună slovacă, aflată în districtul Ružomberok din regiunea Žilina. Localitatea se află la altitudinea de 510 m deasupra n.m., se întinde pe o suprafață de 9,43 km2 și în 2017 număra 1.015 locuitori.

## Istoric
Localitatea Liptovská Teplá este atestată documentar din 1264.

## Demografie
| An:                | 1994 | 2004   | 2014    | 2024   |
| ------------------ | ---- | ------ | ------- | ------ |
| Număr de persoane: | 876  | 903    | 1007    | 1018   |
| Diferență:         |      | +3,08% | +11,51% | +1,09% |

| An:                | 2023 | 2024   |
| ------------------ | ---- | ------ |
| Număr de persoane: | 1025 | 1018   |
| Diferență:         |      | −0,68% |